# Ciribiricoccola
Ciribiricoccola è un brano musicale del 1974, presentato allo Zecchino d'Oro 1974, scritto da Virca e composto da Gualtiero Malgoni ed interpretato da Fabrizio Forte (6 anni di Roma) e Stefania Cornazzani (5 anni di Bologna). Il brano ottenne l'accesso alla finale durante la prima giornata, raggiungendo il primo posto (146 voti). Arrivò poi secondo in finale, a pari merito con Tutto questo per un chiodo, superato però da Cocco e Drilli.
Ciribiricoccola entrò però quell'anno nella Hit Parade nazionale, al pari del brano vincitore.